# Ракитник русский
Раки́тник ру́сский (лат. Chamaecýtisus  ruthénicus) — листопадный кустарник высотой до 1,5—2 м; один из видов рода Ракитничек (Chamaecytisus), семейства Бобовые (Fabaceae).

## Ботаническое описание
Ветви прямые или изгибающиеся, хлыстовидные серовато-бурые или серые.
Побеги с шелковистым беловато-серым опушением из коротких прижатых волосков.
Листья тройчатые; листочки мелкие, до 2 см, ланцетно-эллиптические, в основании клиновидные, на вершине округлённые и с шипиком, сверху серо-зелёные, снизу густоволосистые.
Цветки по 3—5 в пазухах листьев, образуют малоцветковое колосовидно-кистевидное соцветие. Чашечка трубчатая, волосистая, длиной 10—15 мм. Лодочка опушена, флаг голый. Венчик жёлтый, длиной 2—3 см. Цветут после облиствения в мае — июле на протяжении 25 дней, иногда цветут повторно в августе — сентябре.
Плоды — плоские бобы до 3 см длиной, черноватые или тёмно-серые, густо опушены серыми прижатыми волосками, созревают в сентябре. Внутри боба находятся овальные, плоские, блестящие, до 3 мм длиной желтоватые семена.

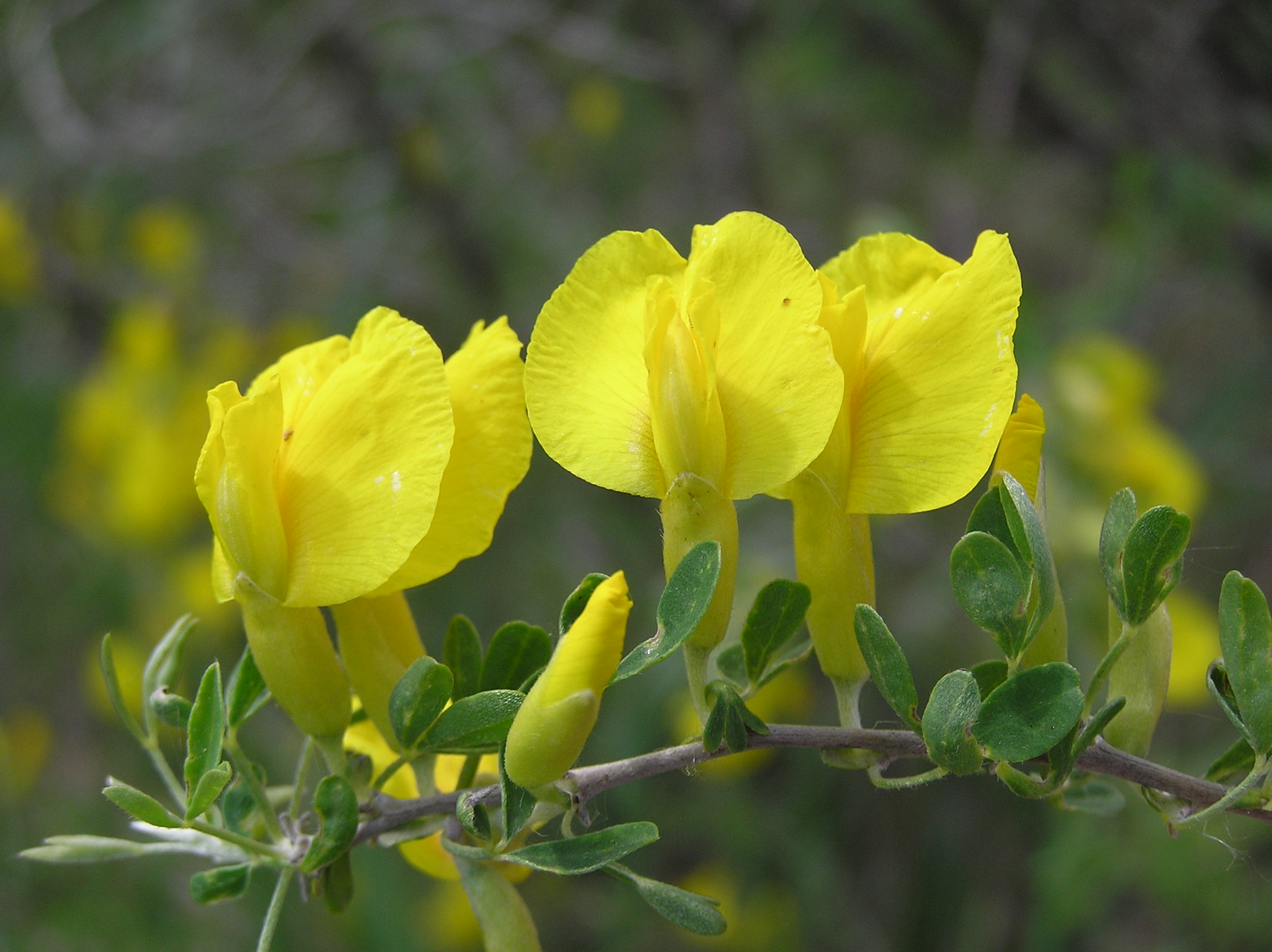
Ракитник русский. Соцветие.

## Распространение и экология
Обитает в Восточной Европе, Закавказье, Казахстане.
В России обычен на юге Западной Сибири, в Европейской части и на Северном Кавказе.
Растёт в сухих бедных сосняках, степях и лесостепях (где может образовывать заросли), по степным склонам, лесным опушкам и полянам, вдоль дорог.

## Химический состав
Все части растения содержат до 0,7 % ядовитого алкалоида цитизина ({\displaystyle {\ce {C11H14N2O}}}). Своих ядовитый свойств яд не теряет после высушивания.

## Значение и применение
Ядовитое растение. Животными совершенно не поедается или поедается только при полном отсутствии других растений. Симптомы отравления: шатающаяся походка, дрожание головы и конечностей, расстройство дыхания и сердечной деятельности, часто заканчивается смертельным исходом. Больше всего подвержены отравлению лошади, крупный рогатый скот реже. Признаки отравления у лошади появляются при поедании 0,6—0,08 грамм семян, сухих цветков или коры на 1 кг живого веса. Поедание 300 грамм семян оканчивается для лошади смертельным исходом. 
Медоносное растение. Пыльца ярко-оранжевая, липкая. Один цветок продуцирует 2,3 мг пыльцы, а всё растение от 475 до 637 мг.
В народной медицине настой листьев и плодов редко употреблялся как вяжущее и сердечное средство.
Применяется для получения жёлтой краски для окрашивания шерсти, а также в медицинских целях.
Используется в декоративном садоводстве и паркостроении. Примечателен округлой кроной, своеобразной чуть серебристой листвой, обильным цветением. В культуре хорошо развивается на бедных песчаных и супесчаных почвах. Эффектно его применение в группах с тёмно-хвойными деревьями.